# John Andrew Rice
John Andrew Rice junior (1888 Lynchburg, Lee County, Jižní Karolína, USA – 1968 Lanham, Maryland, USA) byl zakladatelem a prvním rektorem vysoké školy Black Mountain College, umístěné blízko Asheville v Severní Karolíně. Během svého rektorátu zavedl mnoho unikátních experimentálních metod vzdělávání, metod, které nebyly realizovány v žádné jiné podobné instituci. Škola přitáhla mnoho významných umělců jako přednášejích lektorů a učitelů, včetně Johna Cageho, Roberta Creeleyho, Willema de Kooninga, Roberta Rauschenberga a Franze Klineho. Během druhé světové války se stala škola útočištěm pro uprchlé evropské umělce, včetně Josefa Alberse a jeho ženy Anni, kteří přišli z německého Staatliches Bauhaus. Později se škola stala platformou pro práci Buckminstera Fullera. Pro svou neobvyklou vzdělávací filozofii se Rice stal známým a zúčastňoval se mnoha debat v sociálně konzervativních kruzích mezi roky 1930 a 1950. Byl známý jako velmi otevřený kritik standardního modelu vysokoškolského vzdělání ve Spojených státech.

## Rodina
Rice byl synem metodistického ministra Johna Andrew Rice Sr. a Annabelle Smithové, která pocházela z prominentní rodiny Severní Karolíny. Narodil se v historickém domě Tanglewood Plantation, který byl postaven v roce 1850, v blízkosti Lynchburgu v Jižní Karolíně a navštěvoval soukromou, vysoce uznávanou, internátní, koedukovanou vysokoškolskou přípravku Webb School v Bell Buckle, Tennessee, založenou v roce 1870. Na této škole se setkal s učitelem, kterého po celý svůj život uctíval, Johnem Webbem. Rice pak navštěvoval soukromou univerzitu Tulane University v New Orleans v Louisianě. Po absolvování s titulem Bachelor of Arts (bakalář umění), pak vyhrál Rhodesovo stipendium na universitu Oxford. Poté, co absolvoval Oxford, oženil se s Nell Aydelotte a začal učit na Webb School, ale po roce se rozhodl pokračovat v doktorandském studiu na univerzitě v Chicagu, kterou ovšem nikdy nedokončil. S Nell Aydelotte měl před jejich rozvodem tři děti, jeden syn zemřel jako dítě a dcera Marie A. R. Marshall a syn Frank přežili.

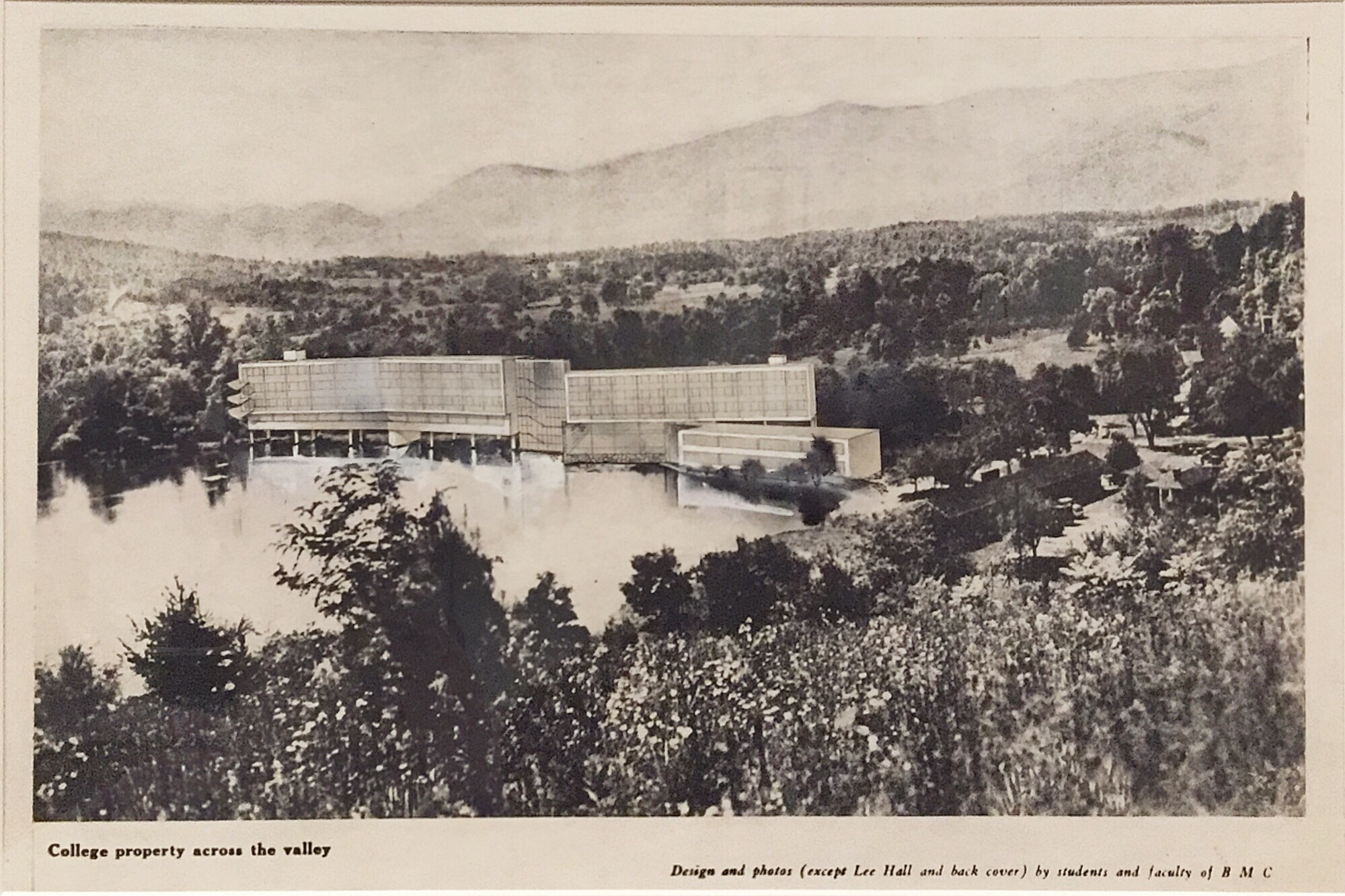
Kresba plánované budovy kampusu pro Black Mountain College s výhledem na jezero Eden v Asheville, Severní Karolína (1938), architekti: Marcel Breuer a Walter Gropius

## Kariéra
Rice si zajistil pozici na fakultě univerzity v Nebrasce, kde se osvědčil jako vynikající učitel a jako poradce studentů. Jeho učební metody byly zaměřeny spíše na urychlení emocionální a intelektuální zralosti žáků, než na podporu spoléhání se na pouhé memorování znalostí. Z univerzity v Nebrasce Rice přenesl svou jedinečnou strategii výuky na inovační vysokoškolskou instituci určenou pro ženy v New Jersey – školu New Jersey College for Women. Po dvou letech byl nucen odstoupit pro kontroverzi, která nebyla vyřešena. Přijal nabídku pracovat na fakultě unversity Rollins College ve Winter Park na Floridě. Opět se zde ocitl v kontroverzní pozici, neboť některé fakulty spolu se studenty ho považovaly za skvělého a charismatického, a jiné za rozporuplného a argumentačního. Rice se také postavil proti různým bratrstvím a spolkům na fakultě a měl námitky i proti různým praktikám prezidenta univerzity Hamiltona Holta. Holt požádal Riceho aby odstoupil. Rice pak začal plánovat zřízení komunity, ze které vznikla Black Mountain College. Škola byla otevřena v roce 1933 a začínala s jedenadvaceti studenty a třemi fakultami, které odmítly podepsat věrnostní slib (loyalty pledge) vyžadovaný Holtem. Nakonec se škola rozrostla na téměř sto studentů. Mezi jeho inovativní myšlenky patřilo:
- důležitost využití umělecké zkušenosti při podpoře učení ve všech oborech;
- hodnota vlastní zkušenosti při učení;
- praxe demokratické, všemi sdílené správy fakulty včetně studentů;
- hodnota společenského a kulturního úsilí i mimo školu;
- odstranění dohledu ze strany externích správců. S nadšením si užíval i nejrůznější návštěvníky.

Jeho vysokoškolské inovace si brzy získaly národní uznání. Rice odstoupil v roce 1940 na žádost jeho fakulty. Finanční potíže vedly k uzavření školy v roce 1956. Jméno Johna Andrewa Rice zůstává na Black Mountain College stále živé.
Po rozvodu s první manželkou se Rice v roce 1942 oženil s knihovnicí Dikkou Moen, měli spolu dvě děti. Rice si začal budovat kariéru spisovatele, přispíval mnoha krátkými články do takových časopisů jako byl Collier's, The Saturday Evening Post, Harper's nebo New Yorker. V roce 1957 vydal knihu povídek Local Color a v roce 1942 monografii I Came Out of the Eighteenth Century (Přišel jsem z osmnáctého století), ve které vysvětluje svou metodu a kritizuje známky založené na memorování, nadměrném spoléhání se na Velké knihy a pouhou účast na vyučování.

## Odkaz
Rice zemřel v Lanhamu v Marylandu v roce 1968 a je pohřben na hřbitově Monocacy. v Beallsville v Marylandu Jeho dcera Mary A. R. Marshall se během druhé světové války přestěhovala do Washingtonu D.C. Jeho vnuk William Craig Rice se stal ředitelem divize vzdělávacích programů Národní nadace pro humanitní vědy (National Endowment for the Humanities).